# Megascops colombianus
Megascops colombianus é uma espécie de ave da família Strigidae.
Pode ser encontrada nos seguintes países: Colômbia e Equador.
Os seus habitats naturais são: regiões subtropicais ou tropicais húmidas de alta altitude e pastagens.
Está ameaçada por perda de habitat.